# Børsgraven
Børsgraven är en kanal i Danmark. Den ligger i Köpenhamn och Region Hovedstaden, i den östra delen av landet. Børsgraven ligger vid nordöstra sidan av Slotsholmen och ansluter till Inderhavnen.